# Johannes Schlums
Johannes Schlums (* 12. April 1903 in Leipzig; † 20. Februar 1980 in Stuttgart) war ein deutscher Bauingenieur und als Professor für Verkehrswirtschaft, Straßenwesen und Städtebau von 1956 bis 1957 Rektor der Technischen Hochschule Hannover.

## Leben
Schlums studierte Bauingenieurswesen an der TH Dresden und beendete das Studium 1926 als Dipl.-Ing. Von 1927 bis 1929 arbeitete er als Wissenschaftlicher Assistent, bevor er 1929 promoviert wurde. Anschließend war er als Bauleiter tätig, von 1930 bis 1934 arbeitete er als Regierungsbauführer und Regierungsbaumeister bei der Sächsischen Straßen- und Wasserbauverwaltung. Später wechselte er als Baurat, Bauamtsvorstand und Gebietsreferent in die Mark Brandenburg. 1939 wurde Schlums habilitiert und wurde im gleichen Jahr Professor an der TH Charlottenburg.
Seit 1937 war Schlums Mitglied der NSDAP (Mitgliedsnummer 4.509.174), von 1933 bis Anfang 1936 war er Mitglied der SA. Daneben gehörte er anderen NS-Organisationen an. In seinen Veröffentlichungen auf dem Gebiet des Straßenbaus unterstützte Schlums die Politik der ethnischen Säuberung in den besetzten Ostgebieten, wie sie im Generalplan Ost vorgesehen war.
1949 wurde er auf den Lehrstuhl für Verkehrswirtschaft, Straßenwesen- und Städtebau an die TH Hannover berufen. Von 1956 bis 1957 war er dort Rektor. 1960 wechselte er als Nachfolger für Max-Erich Feuchtinger auf den Lehrstuhl für Straßen- und Verkehrswesen an die Technische Hochschule Stuttgart und blieb dort bis zu seiner Emeritierung 1971. Seit 1958 war er Mitglied der Braunschweigischen Wissenschaftlichen Gesellschaft.

## Auszeichnungen
- 1966: Goldener Dieselring[3]
- 1972: Ehrennadel FGSV[3]

## Schriften (Auswahl)
- Landstraßenverkehr: Untersuchungen über Verkehrsgrößen, Bevölkerung, Fahrzeuge und Straßennetz und deren Beziehungen zueinander, Dissertation TH Dresden, Königsbrück 1929.
- Erste Ergebnisse der Zusatzverkehrszählung 1936/37. In: Die Straße, Heft 22/1937, S. 660–662.
- Die Reichshauptstadt und der Lastkraftwagenverkehr. In: Die Straße, Heft 4/1938, S. 110–114.
- Der Lastkraftwagenverkehr als ein Kriterium für die Wirtschaftsstruktur der Verkehrsgebiete, Habilitation TH Berlin. In: Verkehrstechnik Bd. 20, Nr. 11, Deutscher Verlag, Berlin 1939.
- Arbeitsbestverfahren für die Ermittlung der Erdmassen beim Bau von Verkehrswegen. In: Die Straße, Heft 3–4/1941, S. 55–58.
- Das Straßenbaustudium an den Technischen Hochschulen. In: Die Straße, Heft 7–8/1941, S. 160–162.
- Verfahren zur genauen Ermittlung der Erdmassen bei veränderlicher Böschungsform. In: Die Straße, Heft 9–10/1941, S. 182–187.
- Raumerschließung durch den Kraftwagen. Volk und Reich, Berlin 1942 (Schriftenreihe der Strasse; 23).
- Straßenverkehr und Raumgestaltung. In: Die Straße, Heft 19–22/1942, S. 202–204.
- Durch Verkehrsplanung zu Sicherheit, Leistungsfähigkeit und Wirtschaftlichkeit im Straßenverkehr. In: Zeitschrift für Verkehrssicherheit, 1/1952.
- Generalverkehrsplan Osnabrück, 2 Bde. Dorn, Bremen 1956 (Veröffentlichungen / Akademie für Raumforschung und Landesplanung. Reihe Gutachten; 3).
- Öffentlicher Nahverkehr in Krefeld, 2 Bde., Stadtverwaltung Krefeld 1957/58.
- Generalverkehrsplan Hildesheim, 2 Bde., Stadtverwaltung Hildesheim, Hildesheim 1960.
- Generalverkehrsplan Göttingen. Stadtverwaltung Göttingen, Göttingen 1960.